# Galerucella ohkurai
Galerucella ohkurai es una especie de insecto coleóptero de la familia Chrysomelidae.
Fue descrita científicamente en 1992 por Kimoto & Takahashi.